# Spilosoma subcarnea
Spilosoma subcarnea är en fjärilsart som beskrevs av Walker 1855. Spilosoma subcarnea ingår i släktet Spilosoma och familjen björnspinnare. Inga underarter finns listade i Catalogue of Life.